# Barnen i Bullerbyn
Barnen i Bullerbyn är huvudpersoner i en serie barnböcker av Astrid Lindgren. De bor i tre hus bredvid varandra. I Norrgården bor systrarna Britta och Anna, i Mellangården bor berättaren Lisa med sina storebröder Lasse och Bosse och i Sörgården bor Olle och hans lillasyster Kerstin. Kerstin är bara något år gammal medan de andra barnen är i tioårsåldern. Därför är Kerstin sällan med i deras äventyr.
Astrid Lindgren såg sig själv som ett bullerbybarn, då mycket av det som beskrivs i böckerna är minnen från den egna barndomen. Bullerbyn finns på riktigt men platsen heter egentligen Sevedstorp och var Astrid Lindgrens fars barndomsby.
Det antas ofta att böckerna utspelas under mellankrigstiden; Lasse Hallströms båda filmer Alla vi barn i Bullerbyn och Mer om oss barn i Bullerbyn utspelas mellan 1928 och 1929. I boken Jul i Bullerbyn står det 1925 på en burk med ischoklad på julbordet. I en av böckerna nämns dock Ulf Peder Olrogs sång "Samling vid pumpen" som inte blev allmänt känd förrän 1945. 

## Persongalleri

### Norrgården
- Britta och Anna, två systrar och de enda barnen i Norrgården.
- Erik och Greta, Brittas och Annas föräldrar.
- Farfar, är 80 år och egentligen bara Brittas och Annas farfar, men kallas för farfar av alla barnen. Hans riktiga namn är Anders Johan Andersson. Han ser väldigt dåligt, så flickorna läser tidningen för honom.
- Kalle, dräng som bor i Norrgården.

### Mellangården
- Lisa, böckernas berättare och enda flickan i Mellangården.
- Lasse och Bosse, Lisas storebröder. Lasse är i mångt och mycket ett barndomsporträtt av Astrid Lindgrens bror Gunnar Ericsson.
- Anders och Maja, Lisas, Lasses och Bosses föräldrar. I böckerna saknar de namn; eftersom deras dotter berättar historierna kallas de bara "mamma" och "pappa". Först i filmerna fick de namn.
- Agda, piga som bor i Mellangården.
- Oskar, dräng som bor i Mellangården.

### Sörgården
- Olle, äldsta barn i Sörgården. Han tycker mycket om djur.
- Kerstin, Olles lillasyster och mycket yngre än de övriga barnen. När hon föds säger Lasse att nu finns det "sex och ett halvt barn" i Bullerbyn.
- Nils och Lisa, Olles och Kerstins föräldrar.

### Storbyn
- Fröken, skolfröken i Storbyn där barnen går i skolan.
- Farbror Emil, handelsman i Storbyn.
- Moster Jenny, bor en bra bit utanför Storbyn och ordnar med stort kalas på annandag jul. Hennes äldsta dotter heter Nanna.

### Övriga
- Skomakare Snäll, alkoholiserad och vresig skomakare som inte alls lever upp till sitt namn. Han bor mellan Bullerbyn och Storbyn.
- Svipp, skomakarens hund som skäller på alla, tills han blir vän med Olle och så småningom får flytta hem till honom.
- Johan i kvarnen, mjölnaren som berättar om Näcken för barnen.
- Kristin i Lövnäset, fattig gumma som bor nära Bullerbyn.

## Böcker
- 1947 Alla vi barn i Bullerbyn
- 1949 Mera om oss barn i Bullerbyn
- 1952 Bara roligt i Bullerbyn
- 1961 Bullerbyboken (samlingsvolym)
- 1963 Jul i Bullerbyn (bilderbok)
- 1965 Vår i Bullerbyn (bilderbok)
- 1966 Barnens dag i Bullerbyn (bilderbok)

## Filmer
- 1960 – Alla vi barn i Bullerbyn, regi: Olle Hellbom
  - Avsnitt av TV-serien finns även omklippt till två långfilmer: Alla vi barn i Bullerbyn (1960) och Bara roligt i Bullerbyn (1961)
- 1986 – Alla vi barn i Bullerbyn, regi: Lasse Hallström
- 1987 – Mer om oss barn i Bullerbyn, regi: Lasse Hallström
  - Lasse Hallströms två filmer finns även uppdelade i en sju avsnitt lång TV-serie med titeln Alla vi barn i Bullerbyn, premiärvisad på SVT 1989.